# Hasora leucospila
Hasora leucospila là một loài bướm thuộc họ Bướm nhảy được tìm thấy ở Đông Nam Á.